# Philippe Collage
 (janvier 2021).
Philippe Collage, né à Limoges le 21 mai 1943 et mort à Toulouse le 4 octobre 2007, est un artiste visuel français (plasticien, illustrateur, cinéaste).

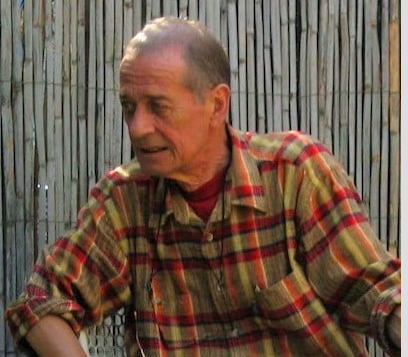

## Biographie
Philippe Collage s’installe à Stockholm en 1965. En 1969, il obtient une bourse (Kulturstipendium) de la ville de Stockholm. Il reste dans cette ville jusqu'en 1976, avec de nombreux séjours à Copenhague, avant de revenir vivre à Paris puis en Lot-et-Garonne, à Penne-d’Agenais. Il s’installe enfin, en 2002, à Brugairolles dans l’Aude. 
Pendant son existence scandinave, Philippe Collage expose beaucoup, personnellement ou collectivement, à Stockholm, Copenhague, Malmö, Lund, puis à Paris (galeries Marion Meyer et Jacques Barrère), avec le mouvement Phases à Londres, au Musée d'art moderne de Mexico, au musée d'Ixelles en Belgique, ainsi que dans de très nombreuses villes en France et à l’étranger. Ami de Fernando Arrabal, Gherasim Luca et bien d'autres, dont il illustre les ouvrages, il travaille aussi pour le théâtre, la radio, l’édition et réalise des documentaires sur des plasticiens et des écrivains. Ses œuvres plastiques figurent dans de nombreuses collections.
Il meurt d’un cancer à 64 ans en léguant les œuvres de son atelier à la commune de Brugairolles, qui a inauguré en janvier 2014 sa nouvelle bibliothèque Philippe Collage. 

## Expositions

### Principales expositions personnelles
- 1966 : Galerie Duvan, Stockholm — Galerie Transposition, Paris — Galerie Tva Fonster, Stockholm
- 1967 : « Sadisfaction », galerie Passepartout, Copenhague
- 1968 : « Sadisfaction », galerie Karlsson, Stockholm — Akademiska Forening, Lund
- 1969 : Galerie Prisma, Lund — Akademiska Forening, Lund
- 1970 : Foyer du Kungliga Dramatiska Teatern, Stockholm
- 1971 : Galerie Ostermalm, Stockholm
- 1972 : Galerie Passepartout, Copenhague — Galerie Prisma, Lund
- 1973 : Galerie Nordenhake, Malmö
- 1974 : Rétrospective (1964-1974), 26 jan. - 28 fév., Institut culturel français, Stockholm / Galerie Ostermalm, Stockholm
- 1976 : Galerie Per Sten, Copenhague
- 1977 : Galerie Ostermalm, Stockholm
- 1982 : Galerie Ostermalm, Stockholm
- 1988 : Galerie Jean-Pierre Haïk, Paris — Installation à l’exposition RER/Rail, Ermont
- 1989 : Galerie Marion Meyer, Paris
- 1991 : « Vitrines » avec le photographe Gérard Calmelet, galerie Jacques Barrère, Paris
- 1995 : L’Artothèque, Agen

### Expositions collectives
- 1967 : « Fantastika », galerie Hedenius, Stockholm — Salon des artistes français, Grand Palais, Paris — « Groupe Passepartout », Esbjerg Kunsthalle, Danemark
- 1968 : Fantasia, Groupe Passepartout, Nik’s Malegard, Danemark
- 1970 : Surrealism? Exposition surréaliste internationale organisée par le Riksutställningar (commissaires : Ragnar von Holten et José Pierre), Moderna Museet de Stockholm puis Göteborg, Sundsvall et Malmö (Suède)
- 1972 : FF Kunstförening, collection du critique d’art Steen Colding, Copenhague — Basel Kunstmesse, Bâle (Suisse) — Wool Art, Galerie Germain, Paris-Milan-Genève-Londres
- 1973 : Mouvement Phases, Montpellier, Lyon et Lima (Perou) — Postcard Art, Groupe Ovum, Montevideo (Uruguay)
- 1974 : Basel Kunstmesse, Bâle
- 1975 : Mouvement Phases, Musée d’Ixelle (Belgique) — Au paysan de Paris, hommage à Aragon, passages Verdeau, Panorama et Jouffroy, Paris
- 1977 : BazarBozarBizar, Galerie Cazanova, Paris
- 1978 : Imagination (8 août-10 oct.), Bochum Kunstmuseum (Allemagne) — Surrealism Unlimited avec le mouvement Phases, Camden Arts Centre, Londres
- 1979 : Hommage à Paalen avec le mouvement Phases, Musée d'art moderne de Mexico
- 1982 : Ellébore, Centre Culturel Français, Stockholm
- 1983 : Ancrages, Galerie Verrière, mouvement Phases, Lyon
- 1984 : Ellébore, Centre Culturel du Mexique, Paris
- 1985 : Equivox, Galerie L’Œil de Bœuf, Paris
- 1986 : Premier Salon du Collage (28 fév.-9 mars), organisé par Patrick Berson. La Chapelle-d’Armentières — Présentation du numéro de la revue Tribu dédié à Jean-Clarence Lambert, Galerie Donguy, Paris
- 1987 : « Les peintres amis d’Arrabal », Lion’s Club, Luxembourg — « 30 images de Phases », Montluçon
- 1988 : « L’Expression continue », Phases, Musée des Beaux Arts, Le Havre — « Lumière du jour » (21-31 oct.), exposition-vente au profit d’Actual, Galerie 1900-2000, Paris
- 1990 : Salon de Mai, Grand Palais, Paris — « Le Corps et la galère, photo négociée avec Michel Semeniako », musée de Toulon
- 1991 : « After Duchamp » (24 avr.-1er juin), Galerie 1900-2000, Paris — Parisian Artists, Singapour
- 1992 : « Itinéraire d’un collectionneur », musée de Brunoy — « Autour de l’objet », Bateau-Lavoir, Paris — « Colomb, la Terre et nous »[3], Château de l'Oisellerie, Angoulême et Niort — « Arrabal », Paris Art Center, Paris — Rue Daguerre, Renault Südring, Institut Culturel Français, Düsseldorf
- 1994 : « Autour de Duchamp », Galerie 1900-2000, Paris
- 2001 : « Les Ciseaux du rêve : collages, assemblages, boîtes » (1er fév.-31 mars), Galerie 1900-2000, Paris

### Organisation d’expositions
- Institut Culturel Français de Stockholm
- 1975 : Philippe Mohlitz (graveur) et Claude Verlinde (peintre)
- 1976 : Les graveurs dans la Figuration Fantastique : Guy Mockel, Érik Desmazières, Georges Rubel…
- 1982 : Les peintres de la revue Ellébore : Guy Ducornet, J.M. Debenedetti, Rikki, Philippe Collage, Philippe Casella, Christian d’Orgeix, R. Von Holten, Gilles Guez, Michel Roncerel, Saul Kaminer
- Galeries Ste Anne, Montluçon et L, Saint-Étienne
- 1986 : Livres d’art et livres d’artistes, 30 images de Phases, Didier Mazuru, Baltazar, Jean Miotte, Bengt Lindstrôm, Image-Magie, La Gravure, etc.
- Festival international de poésie à Paris I et II
- 1987 : « Le Livre-objet » (éd. Le Soleil Noir, 1970). 17 œuvres du poète Jean-Pierre Duprey (Mairie du VIe arr. de Paris)
- 1988 : Hommage à Roger Caillois avec les photographes M. Delaborde et M. Semeniako
- 1988 : Hommage à Jean Cassou, Palais de l’UNESCO, Paris

### Collections
- Musée d'art moderne de la ville de Paris
- Moderna Museet, Stockholm
- Handelsbanken, Ahlsell & Agren, Sonet Skivbolaget

## Autres activités

### Illustrations d'ouvrages
- 1971 : Entre tiens! Et où? Poème de Gherasim Luca. 7 collages de Ph.C. (30 ex. et 10 H.C.). Ed. Sonet (Suède)
- 1971 : Latteren, der aldrig blev leet : Poesi og prosa 1930-1971. Poèmes et prose de Steen Colding. Illustration avec 13 autres artistes (500 ex.). Ed. Python, Copenhague (Danemark)
- 1977 : L’Adverbe ou la solitude/Förledet eller Ensamheten. Poèmes de Georges Gronier. Collages de Ph.C. (700 ex. et 31 ex. de tête contenant une eau-forte originale de Ph.C.). Édition bilingue : traduction en suédois de Ilmar Laaban. Ed. Sonet et Kalejdoskop, Åhus (Suède)
- 1979 : Des étrangers. Poèmes de Georges Goldfayn. 8 eaux-fortes aquarellées de Ph.C. (50 ex., 10 H.C. et 1 ex pour la Bibliothèque nationale). Ed. Les Hypertrichosiques
- 1984 : Jean-Marc Debenedetti et al., Blaise Cendrars (les Plumes du temps). Henri Veyrier, Paris
- 1984 : Claude Courtot, Victor Segalen. Henri Veyrier, Paris
- 1988 : La Serre. Poème en prose de Jean-Loup Philippe. 4 lithographies de Ph.C. (150 ex. et 25 H.C.). Ed. Georges Fall, Paris
- 1988 : Tonight. Poème manuscrit de Fernando Arrabal. Technique mixte sur arches de Ph.C. (1 ex.). Paris
- 1995 : Belles de catalogue[4], poème de Fernando Arrabal. 7 eaux-fortes de Ph. C. (30 ex et 10 H.C.). Ed. Manière Noire. Présentation en 1996 à la librairie Kieffer et au SAGA, Paris, puis dans le cadre de l’exposition organisée par l’Association des Belles Lettres et la DRAC Normandie autour des éditions Manière Noire (Reviers, Calvados) à Bayeux, Lyon (musée de l’Imprimerie), Luxembourg (centre culturel français)

### Collaboration à des revues
- Kalejdoskop, Lund (Suède)
- Phases, Paris
- Ellébore, Paris, dir. Jean-Marc Debenedetti (1979-1982)
- Tribu, sous la dir. de Serge Pey (université Toulouse-Le Mirail, 3e trimestre 1986) : Les Extraventures ordinaires de JcL[5](Jean-Clarence Lambert), bande dessinée (noir et blanc, 8 pages)

### Contributions au théâtre
- 1973 : Masques pour Herr Sleeman kommer de Hjalmar Bergman, Stockholm
- 1976 : Masques pour Une nuit chez les Trolls de Jacques Outin, Avignon
- 1988 : Décor pour La Fin et la Manière de Jean-Pierre Duprey. Mise en scène de Jean-Loup Philippe au Théâtre Le Lucernaire, Paris
- 1992 : Objet scénique (la machinamo). Lecture de Jean-Loup Philippe. Centre Pompidou, Paris

### Réalisation de documentaires de littérature et arts plastiques
- Production Omnia Vidéo et la Maison de la poésie de la Ville de Paris : 
  - 1985 : Jean Orizet : Portrait de l’entretemps. ¾ BVU, 22 min.
  - 1986 : André Frénaud : Pays retrouvé. ¾ BVU, 23 min.
  - 1986 : Jacqueline Frédéric-Frié. ¾ BVU, 23 min.
  - 1987 : Georges-Emmanuel Clancier. ¾ BVU, 23 min.
  - 1987 : Edouard Glissant. Participation de Félix Guattari, Roberto Matta, Agustín Cárdenas et Jean-Jacques Lebel. Beta, 26 min.
  - 1988 : Lorand Gaspar. Participation de Jean Babilée, Vieira da Silva, Étienne Hajdu, Zao Wou Ki, Albert Jacquard. Beta, 22 min.
  - 1989 : Claude Vigée. Beta, 23 min.
  - 1989 : Jean Tortel. Beta, 26 min.
- Production ICAF (Institut pour la coopération audiovisuelle francophone), diffusion France 3 et TV5 : 
  - 1992 : Vassilis Alexakis. Beta, 26 min.
  - 1992 : Ya Ding. Beta, 26 min.
  - 1992 : Fernando Arrabal. Beta, 26 min.
- Arts plastiques:
  - 1981 : Jean Miotte. ¾ BVU, 6 min.
  - 1983 : James Coignard : De la technique de gravure au carborendum. Production : Sonet (Suède). ¾ BVU, 15 min.
  - 1984 : Corneille, le roi image. Participation de J.- C. Lambert, Edouard Jaguer, André Laude. Production : Sonet et G.K.M. (Suède). ¾ BVU, 23 min.
  - 1985 : Naissance d’une lithographie. Participation de Corneille, Rémy Hourcade et la Fondation Royaumont, Pierre Cardaillac, les ateliers Georges, Clot et Bramsen, Michel Cassé, Fernand Mourlot, Franck Bordas, le Musée de la Publicité... ¾ BVU, 23 min.
- Production : Travail et Culture - C.N.A.P.:
  - 1985 : Alchimages d’Arcimboldo. Conception de J.-C. Lambert. Production : Nadine Vinot - Postry. ¾ BVU, 12 min.
  - 1985 : Valerio Adami : Metamorfosi. Présenté hors concours au Festival du Film d’Art de Montréal en 1986. 16 mm, 26 min.
- Production : Travail et Culture - C.N.A.P.:
  - 1990 : Constantin Xenakis. Production : Philippe Collage. Beta, 6 min.

### Radio
- 1989 : Les chemins de la connaissance, avec Jean-Loup Philippe, France Culture, 17 min.